# Рояте
Рояте (італ. Roiate) — муніципалітет в Італії, у регіоні Лаціо,  метрополійне місто Рим-Столиця.
Рояте розташоване на відстані близько 50 км на схід від Рима.
Населення — 759 осіб (2014).

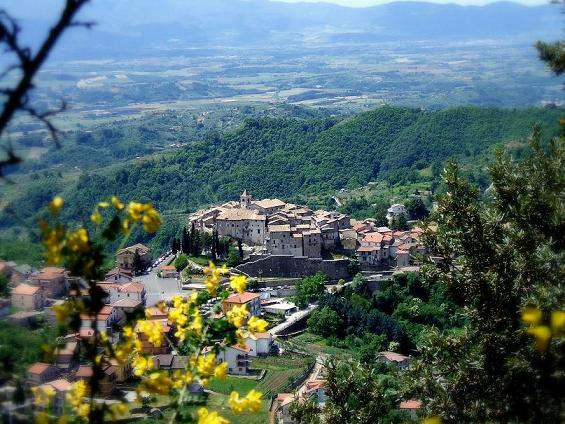

Щорічний фестиваль відбувається 9 листопада. Покровитель — San Salvatore.

## Демографія
Населення за роками:

Станом на 1 січня 2023 року в муніципалітеті офіційно проживало 8 іноземців з 3 країн, серед них 6 громадян країн Євросоюзу.

## Сусідні муніципалітети
- Аффіле
- Арчинаццо-Романо
- Беллегра
- Олевано-Романо
- Серроне